# جويل هنري (صحفي)
جويل هنري (بالفرنسية: Joël Henry)‏ هو صحفي فرنسي، ولد في 1955 في ستراسبورغ في فرنسا.